# モンテ・カヴァッロ
モンテ・カヴァッロ（伊: Monte Cavallo）は、イタリア共和国マルケ州マチェラータ県にある、人口約110人の基礎自治体（コムーネ）。

## 地理

### 位置・広がり
マチェラータ県南西部のコムーネ。県都マチェラータから南西へ52kmの距離にある。

#### 隣接コムーネ
隣接するコムーネは以下の通り。
- ピエーヴェ・トリーナ
- セッラヴァッレ・ディ・キエンティ
- ヴィッソ

### 気候分類・地震分類
モンテ・カヴァッロにおけるイタリアの気候分類 (it) および度日は、zona E, 2398 GGである。
また、イタリアの地震リスク階級 (it) では、zona 1 (sismicità alta) に分類される。

## 行政

### 分離集落
モンテ・カヴァッロには、以下の分離集落（フラツィオーネ）がある。
- Cascine, Cesure, Collattoni, Pantaneto, Pian della Noce, Piè del Sasso (sede comunale), Selvapiana